# Billy Budd (Oper)
Billy Budd ist eine Oper in vier (später zwei) Akten von Benjamin Britten. Das Libretto stammt von Edward Morgan Forster und Eric Crozier. Als Vorlage diente die Erzählung Billy Budd von Herman Melville.

## Handlung
Die folgende Inhaltsangabe bezieht sich auf die Zweitfassung.

### Prolog
Der alte Kapitän Vere, einst Kommandant des Kriegsschiffs HMS Indomitable im englisch-französischen Seekrieg, denkt an seinen ehemaligen Untergebenen Billy Budd.

### Erster Akt
Auf der HMS Indomitable wird das Seedeck gescheuert. Das Schiff kreuzt in Erwartung des Feindes bei Cap Finisterre. Ein Boot kommt längsseits, Leutnant Ratcliffe hat an Bord des Handelsfrachters Rights of Man drei Matrosen zwangsrekrutiert, darunter Billy Budd. Dieser ist mit seinem Los zufrieden, während die beiden anderen protestieren. Billy, der in Erregung in ein schwer beherrschbares Stottern verfällt, gefällt allen Besatzungsmitgliedern, außer dem Profoss John Claggart, der den Korporal Squeak beauftragt, Billy zu beobachten und wo immer möglich, Fallen zu stellen. Billy, der vom alten Seemann Dansker vor dem hinterhältigen Schiffsprofoss gewarnt wird, glaubt sich von allen geliebt. Es erscheint Kapitän Vere, der von der Mannschaft begeistert begrüßt wird und baldige Feindberührung in Aussicht stellt. In der Kapitänskajüte sitzt Vere mit Redburn und Flint beim Wein. Das Gespräch dreht sich um die Ideen der Französischen Revolution, die die Welt erfüllten und die Disziplin bedrohten. Claggarts Verdächtigungen gegen Billy Budd haben beim Leutnant und Segelmeister gewirkt, doch Vere widerspricht ihnen. Er hält Billy für einen ehrlichen Jungen und guten Seemann. Die Matrosen feiern und singen im Zwischendeck. Billy entdeckt, dass Squeak sein Gepäck durchsucht hat und stellt ihn zur Rede. Squeak greift zum Messer, eine Rauferei setzt ein, die durch das Auftreten Claggarts beendet wird. Die Mannschaft steht zu Billy, sodass der Profoss Squeak verhaften lässt, innerlich jedoch Billy noch mehr hasst. Er gewinnt den demoralisierten Neuling, Billy zur Meuterei zu verlocken, doch Billy jagt den Versucher stotternd davon. Der alte Seemann rät Billy, das Schiff möglichst schnell zu verlassen, doch Billy will bleiben.

### Zweiter Akt
Es wird eine französische Fregatte gesichtet, worauf Gefechtsvorbereitungen getroffen und eine Salve abgefeuert werden. Eine Verfolgung ist aber wegen nachlassendem Wind und aufkommendem Nebel unmöglich. Billy Budd wird beim Kapitän von Claggart der Meuterei bezichtigt. Vere will das nicht glauben und besteht auf einer Gegenüberstellung. Claggart wiederholt seine Anschuldigung, Billy verfällt in fassungsloses Stottern und holt zum Schlag aus, wobei er Claggart tödlich trifft. Vere muss das Kriegsgericht einberufen, er selbst fungiert als Zeuge. Vorsitz hat der Leutnant Redburn. Billy gesteht die Tat. Das Gericht muss ihn nach den Buchstaben des Gesetzes zum Tode verurteilen. Der an zwei Kanonen gekettete Billy erwartet den Tag seiner Hinrichtung. Der alte Seemann schleicht sich zu ihm und berichtet, welche Empörung das Urteil ausgelöst habe und von der Absicht der Mannschaft, den Vollzug des Urteils zu verhindern. Doch Billy bittet, dem Recht seinen Lauf zu lassen. Der Morgen graut, die Mannschaft tritt zur Exekution an und Billy lässt sich mit dem Ruf „Sternen-Vere, Gott schütze Euch“ zur Hinrichtung führen.

### Epilog
Den alten Kapitän Vere quälen Zweifel, ob er damals richtig gehandelt hat. Doch Billys Verständnis für die Einhaltung des Gesetzes tröstet ihn.

## Entstehung
Billy Budd entstand 1950/1951 als Auftragswerk des Arts Council für das Royal Opera House Covent Garden und wurde dort am 1. Dezember 1951 uraufgeführt. Unter der Leitung Brittens und in der Inszenierung von Basil Coleman sang damals Peter Pears, Partner von Britten, die Rolle des Kapitäns Vere, die er auch auf einer Platteneinspielung verkörpert hat. Die deutsche Erstaufführung fand am 2. März 1952 am Hessischen Staatstheater Wiesbaden statt. Eine zweiaktige Zweitfassung wurde zuerst am 13. November 1961 von der BBC im Fernsehen ausgestrahlt. Ihre Bühnenpremiere war am 9. Januar 1964 im Royal Opera House.

## Musik
Die Oper ist in einer durchkomponierten musikalischen Großform angelegt, die szenisch untergliedert ist. Dazu gibt es ausgedehnte Zwischenspiele. In der Oper spielt das Meer eine wichtige Rolle. Es spiegelt die äußere Spannungskurve der Oper wider und dient gleichzeitig als Ausdrucksmittel für den inneren, seelischen Zustand des tragischen Helden, der sich als Stotterer in den entscheidenden Situationen nicht erklären kann. Die Konzentration auf den Handlungsablauf an Bord eines englischen Kriegsschiffes bringt die dramaturgische Besonderheit mit sich, dass Britten ganz auf Frauenstimmen verzichtet. Die Atmosphäre ist musikalisch geprägt durch die Einbeziehung von Matrosenliedern, militärischen Signalen und seemännischen Ausdrücken.
Die Orchesterbesetzung der Oper umfasst die folgenden Instrumente:
- Holzbläser: vier Flöten (auch Piccolo), zwei Oboen, Englischhorn, zwei Klarinetten (2. auch Es-Klarinette und zweite Bassklarinette), Bassklarinette, Altsaxophon, zwei Fagotte, Kontrafagott
- Blechbläser: vier Hörner, vier Trompeten (3. in D), drei Posaunen, Tuba
- Pauken, Schlagzeug (sechs Spieler): kleine Trommel, Rolltrommel, große Trommel, Tamburin, Becken, Triangel, Gong, Holzblock, Peitsche, Pfeifen, Xylophon, Glockenspiel
- Harfe
- Streicher
- Bühnenmusik: vier Trompeten